# Ustje
Ustje falu Szlovéniában, a Goriška statisztikai régióban, a Vipava-völgyben. Közigazgatásilag Ajdovščinához tartozik.

## Nevének eredete
Ustje jelentése szlovén nyelven folyótorkolat, amely arra a helyre utal, ahol a Jovšček-patak a Vipavába torkollik. Bizonyos források szerint a falu neve Trieszti Szent Jusztusztól ered, akinek tiszteletére 1766-ban megépítették a falu templomát, ugyanakkor ez lingvisztikailag valószínűtlen.

## Története
A település legrégebbi műemléke a tizenhetedik században épített templom, amely egy közeli hegytetőn állt. Megerősített romjai jól mutatják, hogy védműként is szolgált a törökök támadásai ellen.
1942. augusztus 8-án a Giulia olasz hadtest katonái 8 embert végeztek ki a településen és felgyújtották a falut. A háború után a falu újjáépült és azóta augusztus nyolcadika ennek az eseménynek az emléknapja. Ezt az eseményt mutatja be Danilo Lokar Sodni dan na vasi, azaz Ítéletnap a faluban című könyve.
A falu határában található az Ajdov mezei tömegsír (szlovén nyelven: Grobišče Ajdovsko polje), mintegy 110 méternyire délre egy hulladékgazdálkodási teleptől, egy földút és a Hubelj patak között. 2002 márciusában a nyomozók 67 emberi csontvázat hantoltak ki, melyek azonosítása során kiderült, hogy közülük 15 német és 52 olasz katona földi maradványa került itt elő.

## Fordítás
- Ez a szócikk részben vagy egészben  az   Ustje című angol Wikipédia-szócikk ezen változatának fordításán alapul.  Az eredeti cikk szerkesztőit annak laptörténete sorolja fel. Ez a jelzés csupán a megfogalmazás eredetét és a szerzői jogokat jelzi, nem szolgál a cikkben szereplő információk forrásmegjelöléseként.